# قناع

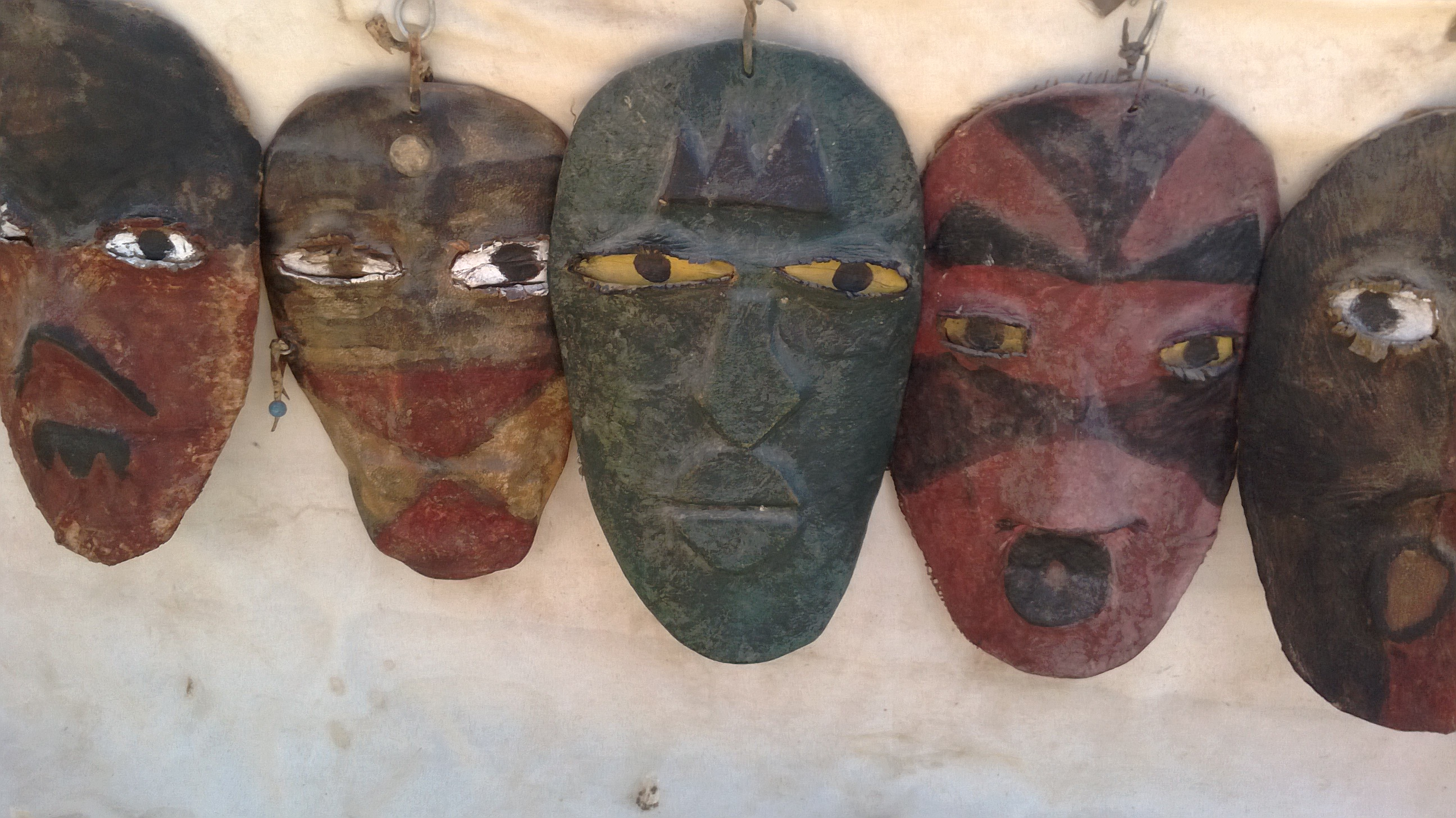
أقنعة نوبية تقليدية

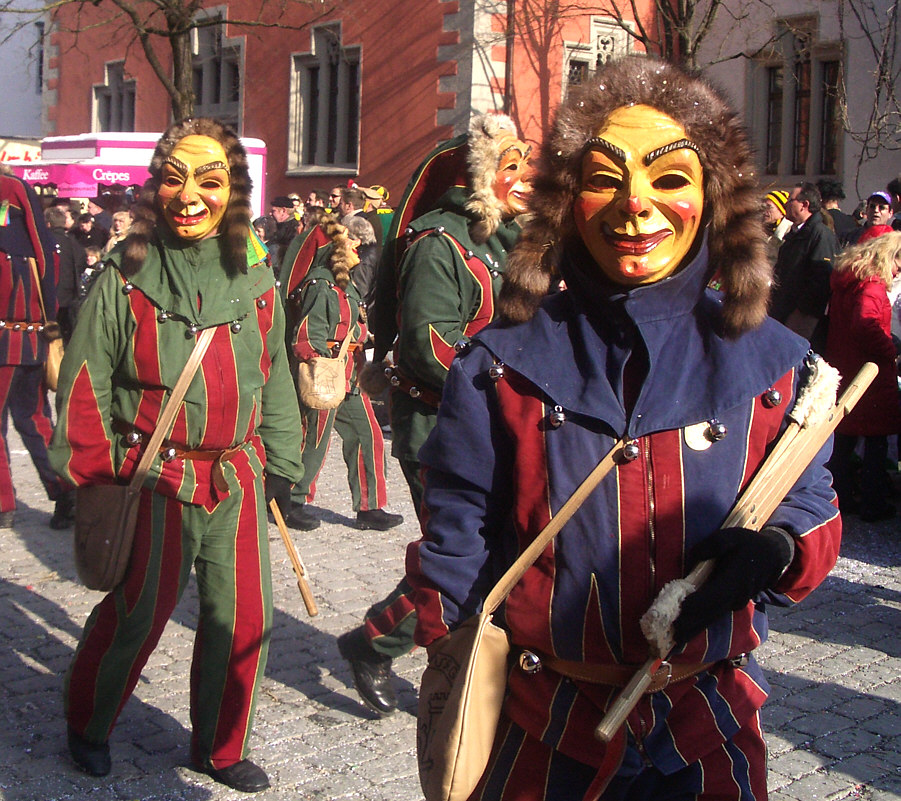
أقنعة ورقية بمهرجان في ألمانيا

القناع هو رداء يغطي الوجه أو معظمه وله استخدامات عديدة كالتنكر وغيره. فالقناع في المصارعة المكسيكيه من أهم لباس المصارع المكسيكي ونادراً جداً ما تجد أحدهم لا يلبس قناعاً على وجهه. أما القناع في أمور الجرائم فإن أغلب السارقين والمجرمين يلبسونه لكي لا يتعرف عليهم أحد. ويلبس القناع للحماية من الثلج والبرد. وتلبس أقنعة الرعب للتخويف أو التنكر أو التمثيل. وأيضاً هناك أقنعة الأطباء وأقنعة الأوكسجين.
وقد أنتج فيلم عن القناع اسمه القناع.
القناع المسرحي المعبر:
هو القناع الذي يحتوي على كل ملامح الشخصية المسرحية التي سيلعبها الممثل بحيث يشتمل على كل المعلومات الخاصة بها حلة اجتماعية ونفسية عمر ومزاج جني وغيرها، وذلك باستعمال الرسوم والألوان.